# Belgische Bisschoppenconferentie
De Belgische Bisschoppenconferentie is een permanent orgaan van de katholieke Kerk in België, waarin alle zetelende bisschoppen, de (titulaire) hulpbisschoppen en de emeriti bisschoppen en hulpbisschoppen van de kerkprovincie Mechelen-Brussel het beleid van de Rooms-Katholieke Kerk in België bespreken en coördineren. 
De Belgische bisschoppenconferentie wordt voorgezeten door de aartsbisschop van Mechelen-Brussel.

## Samenstelling

### Voorzitter
- Luc Terlinden, aartsbisschop van Mechelen-Brussel en bisschop van het bisdom van de krijgsmacht.

### Leden

#### Bisschoppen
- Lode Aerts, bisschop van Brugge;
- Johan Bonny, bisschop van Antwerpen en verantwoordelijk voor de contacten met de Vlaamse overheid;
- Jean-Pierre Delville, bisschop van Luik;
- Guy Harpigny, bisschop van Doornik, voorzitter van het bisschoppelijk comité voor administratieve, juridische en financiële kwesties en verantwoordelijk voor de contacten met de federale en Waalse overheden en de Duitstalige gemeenschap;
- Patrick Hoogmartens, bisschop van Hasselt, voorzitter van de bisschoppelijke commissie voor de evangelisatie;
- Lode Van Hecke, bisschop van Gent;
- Pierre Warin, bisschop van Namen.

#### Hulpbisschoppen
- Jean-Luc Hudsyn, hulpbisschop van Mechelen-Brussel;
- Jean Kockerols, hulpbisschop van Mechelen-Brussel en verantwoordelijk voor de contacten met het Brussels Hoofdstedelijk Gewest;
- Koen Vanhoutte, hulpbisschop van Mechelen-Brussel.

#### Emeriti
- André-Jozef Léonard, aartsbisschop-emeritus van Mechelen-Brussel (emeritaat 2015);
- Albert Houssiau, bisschop-emeritus van Luik (emeritaat 2001);
- Arthur Luysterman, bisschop-emeritus van Gent (emeritaat 2003);
- Paul Van den Berghe, bisschop-emeritus van Antwerpen (emeritaat 2008);
- Jan De Bie, hulpbisschop-emeritus van Mechelen-Brussel (emeritaat 2009);
- Rémy Vancottem, bisschop-emeritus van Namen (emeritaat 2019);
- Luc Van Looy, bisschop-emeritus van Gent (emeritaat 2020).
- Jozef De Kesel, kardinaal, aartsbisschop-emeritus van Mechelen - Brussel (emeritaat 2023)

#### Secretaris
Het algemeen secretariaat van de Belgische bisschoppenconferentie had in recente jaren als secretaris-generaal:
- Etienne Quintiens, kanunnik, was secretaris-generaal van 1995 tot 2011.
- Herman Cosijns, kanunnik, was secretaris-generaal van 2011 tot maart 2023.
- Bruno Spriet (°1987), is de eerste leek die wordt benoemd tot secretaris-generaal met aanvang in maart 2023.